# Speea
Speea là chi thực vật có hoa trong họ Amaryllidaceae.